# Karl Klingspor

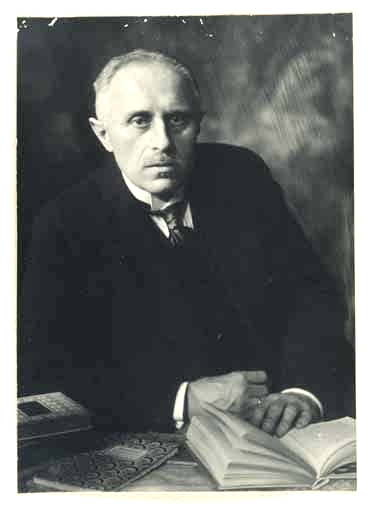
Karl Klingspor (Photographie von Frank Eugene, 1916)

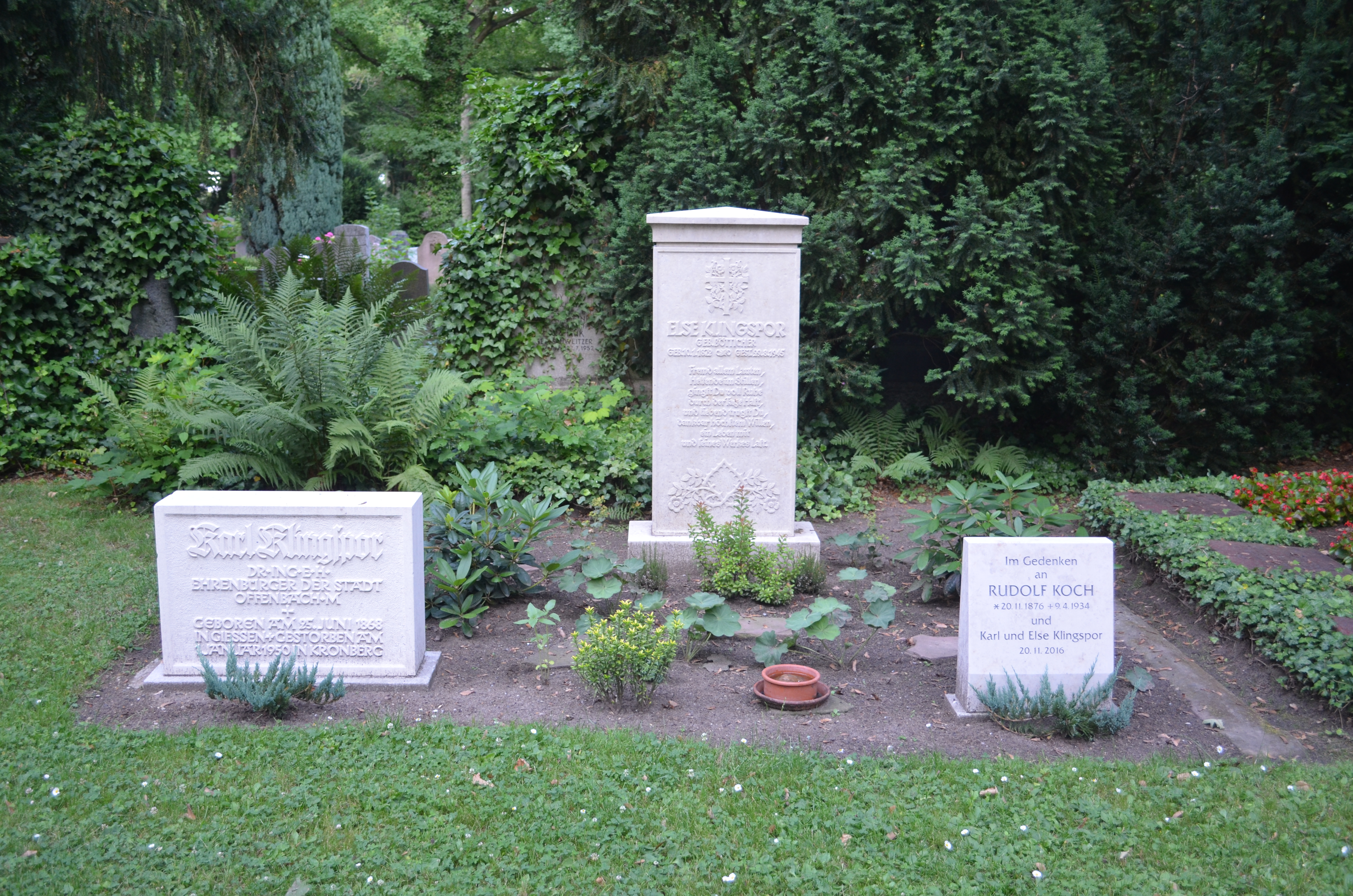
Grab von Karl Klingspor

Karl Klingspor (* 25. Juni 1868 in Gießen; † 1. Januar 1950 in Kronberg im Taunus) war ein deutscher Schriftgießereibesitzer, Schriftkünstler und Bibliophiler.

## Leben und Werk
Karl Klingspor und sein Bruder Wilhelm übernahmen die von ihrem Vater Carl Klingspor erworbene Rudhard’sche Gießerei in Offenbach am Main. Die Firma wurde 1906 in Gebr. Klingspor umbenannt. Sie war 1907 Mitbegründerin des Deutschen Werkbunds und dort Mitglied bis zum Verbot der Vereinigung durch die Nationalsozialisten im Jahr 1934. Die Firma wurde 1956 von der Fa. Stempel, Frankfurt/Main, erworben, die ihrerseits 1985 von der Fa. Linotype in Bad Homburg übernommen wurde.
Karl Klingspor war der erste Inhaber einer Schriftgießerei, der planmäßig Künstler zum Entwerfen von Druckschriften heranzog. Für seine Firma waren Künstler wie Otto Eckmann, Peter Behrens, Otto Hupp, Rudolf Koch, Max Dorn und Walter Tiemann tätig. Ab 1899 war Klingspor Mitglied der Gesellschaft der Bibliophilen, 1922 war er Mitbegründer der Frankfurter Bibliophilen Gesellschaft. Im Jahr 1938 wurde ihm die Goethe-Medaille für Kunst und Wissenschaft verliehen. 1948 wurde er zum Ehrenbürger der Stadt Offenbach am Main ernannt. Er ist auf dem Alten Friedhof in Offenbach begraben.
Klingspors Privatsammlung bildet den Grundstock des Klingspor-Museums für Schriftkunst und Typografie in Offenbach.